# Carolus chlorocarpus
Carolus chlorocarpus é uma espécie de planta do gênero Carolus e da família Malpighiaceae. 

## Taxonomia
A espécie foi descrita em 2006 por William Russell Anderson. 
Os seguintes sinônimos já foram catalogados:  
- Hiraea chlorocarpa  A.Juss.
- Mascagnia chlorocarpa  (A.Juss.) Griseb.

## Forma de vida
É uma espécie terrícola e trepadeira. 

## Descrição
Liana com ramos jovens seríceos e glabrescentes com a idade; estípulas triangulares, interpeciolares. Ela tem folhas decussadas, discolores; pecíolo 3.3-8.2 milímetros de comprimento, canaliculado, eglandular, raro com 1-2 glândulas na porção central, seríceo ou com tricomas esparsos;
Pseudoracemo axilar com 6 a 20 flores decussadas;  Ela tem flores de aproximadamente 1 centímetro de diâmetro em antese, com botão floral de 2.3 a 3.8 milímetros de diâmetro.  Ovário seríceo; e 3 estiletes cilíndricos, eretos, com ápice dorsalmente apiculado. Samarídeo amarelo claro a esverdeado, com margem erosada a grosseiramente dentada; nervuras transversais evidentes ramificando-se próximo da margem, estiletes presentes.  
| Folha                                | Folha                 |
| ------------------------------------ | --------------------- |
| forma do ápice da lâmina             | longo acuminado       |
| comprimento da lâmina                | 6 à 12 centímetros    |
| lâmina face adaxial cor              | fosca                 |
| lâmina forma                         | estreito elíptica     |
| margem da lâmina forma               | revoluta              |
| pecíolo comprimento                  | até 4 milímetros      |
| Inflorescência                       |                       |
| comprimento da bráctea do cincino    | até 2 milímetros      |
| forma do ápice da bráctea do cincino | agudo                 |
| tirso com flor                       | agrupada em umbela no |
| Fruto                                |                       |
| ala do mericarpo dorsal presença     | ausente               |

## Conservação
A espécie faz parte da Lista Vermelha das espécies ameaçadas do estado do Espírito Santo, no sudeste do Brasil. A lista foi publicada em 13 de junho de 2005 por intermédio do decreto estadual nº 1.499-R. 

## Distribuição
A espécie é encontrada nos estados brasileiros de Bahia, Distrito Federal, Espírito Santo, Goiás, Minas Gerais, Mato Grosso do Sul, Paraná, Rio de Janeiro e São Paulo. 
Em termos ecológicos, é encontrada nos  domínios fitogeográficos de Cerrado, Mata Atlântica e Pantanal, em regiões com vegetação de mata ciliar, floresta estacional semidecidual e floresta ombrófila pluvial.